# باز (طائر)

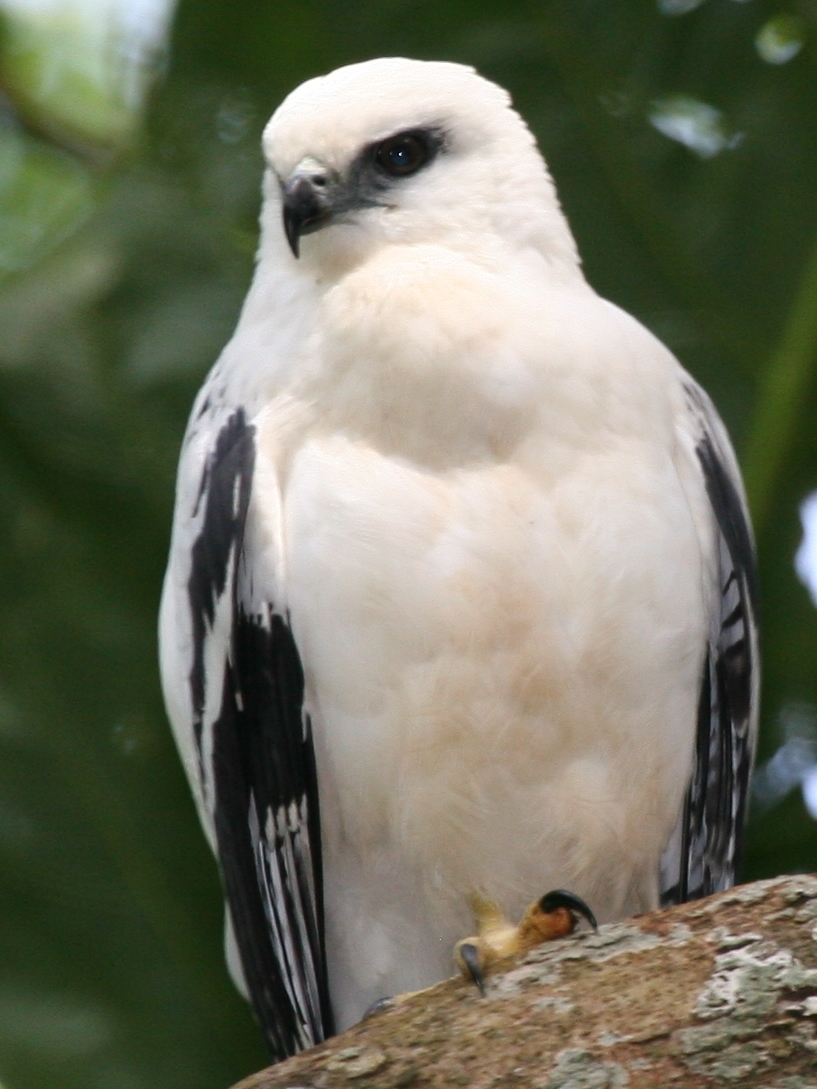
الباز الأبيض

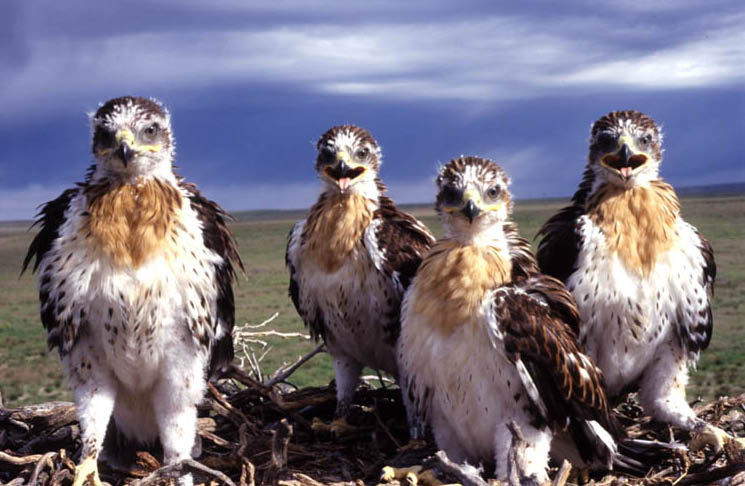
أفراخ باز حديدي اللون في عش

الباز أو البأز أو صقر (الجمع: بِيزَانٌ أو أَبْوَازٌ أو بُزَاةٌ)، ومعروف بالبرني في شمال أفريقيا[بحاجة لمصدر]، هو طائر جارح طويل الذيل وحاد البصر، يعيش في الغابات، ويصطاد بالانقضاض على الفريسة بسرعة كبيرة من مكان مرتفع ومخفي. ويستخدم مصطلح الباز أحيانا للدلالة على الصقر، وهو طائر مختلف تماما عن الباز، حيث يتبع الصقر فصيلة الصقريات، بينما يتبع الباز فصيلة البازية.

## الهيئة والشكل
يملك الباز منقارا حادا ومعكوفا، وأجنحة طويلة وعريضة مناسبة للطيران إلى أعلى، كما يملك سيقانا وأقداما قوية مع مخالب صيادة بينها مخلب خلفي. وتختلف أنثى الباز عن ذكره في الحجم، حيث تكون كتلة الأنثى أحيانا ضعفي كتلة الذكر.

## الغذاء
الباز من الحيوانات اللاحمة، حيث يصطاد معتمدا على بصره الحاد نهارا أو عند الغسق. وهو يصيد عادة الثديات الصغيرة، وأحيانا الطيور والزواحف. ويختلف غذاؤه حسب الموسم أو الوقت من السنة، إلا أن غذاءه المعتاد هو القوارض، ومنها الفئران والسناجب. أما الأغذية الأخرى فتشمل الأفاعي والخفافيش والأسماك والحشرات.

## الأنواع
للباز عدة أنواع منها:
- الباز أحمر الذيل (Buteo jamaicensis).
- الباز الأبيض (Leucopternis albicollis).
- الباز الأسود الكبير (Buteogallus urubitinga).
- الباز أبيض الذيل (Buteo albicaudatus).
- الباز قصير الذيل (Buteo brachyurus).
- الباز حديدي اللون (Buteo regalis).

## الذكاء وحدة البصر
قام عالم الطيور الكَنَدي «لويس ليفيبفير» عام 2005 بإعلان طريقة لقياس الذكاء للطيور اعتمادا على عاداتهم الغذائية المتبعة، وكان طائر الباز من أذكى الطيور اعتمادا على هذا المقياس. كما يملك الباز نظرا حادا أقوى من نظر الإنسان العادي بمرات كثيرة، والسبب في ذلك كثرة المستقبلات الضوئية الموجودة في الشبكية، والتي يبلغ عددها مليون مستقبل ضوئي في الميلليميتر المربع مقابل 200.000 عند الإنسان.

## استخدامه للصيد
يستخدم البشر الباز للصيد، فمثلا يستخدم الباز أحمر الذيل في عمليات الصيد في الولايات المتحدة.